# 集英社 世界文学大事典
集英社 世界文学大事典（しゅうえいしゃ せかいぶんがくだいじてん）は、集英社創業70周年記念事業として、1996年から1998年に刊行された、古代オリエントの神話文学から現代文学まで世界文学を網羅した事典。

## 特徴
企画からおよそ15年の歳月をかけたこの事典は、従来、世界文学の中心とされてきた西欧や北米文学だけでなく、その範囲はアジア、アフリカ、そして北欧、東欧にもおよび、あらゆる地域・時代・民族をできるかぎり網羅した内容となっている。全6巻からなり、総項目数は15,770項目。編集委員、専門委員、そして執筆者は合計1042名で、海外の研究者も参加している。
人名巻、事項巻、索引巻といった主題ごとに構成。事項巻（第5巻）には日本文学も含めた詳細な年表がついており、日本と世界の文学を俯瞰でみることができる。また「アンデルセン」を「アナセン ハリス クリスチャン」にするなど、項目名を原綴（げんてつ：その国の言葉）にこだわっている。辻邦生、丸谷才一、池澤夏樹、島田雅彦ら、帯の推薦文も豪華な顔ぶれである。
当初は創業60周年記念企画として着手。編集会議は1985年から開かれていた。1989年には編集委員会で総括的な役割を果たしていた篠田一士（しのだはじめ）が急逝、委員会にとって大きな痛手となった。また1990年の東西ドイツ統合、1991年のソ連解体など、社会主義圏が崩壊した激動の世界情勢だったため、発刊の延期を余儀なくされた。
2002年2月には全6巻を一冊に凝縮した『集英社世界文学事典』が刊行されている。
デジタル版はBitwayから発売。次いで2010年6月にはネットアドバンスが運営する辞書・事典サイト「ジャパンナレッジ」でも公開。新規項目の追加、また死亡・受賞などにともなう既存項目の更新など、定期的に内容の刷新を行なっている。2010年現在、総項目数は16,600余。

## 書誌情報
- 『集英社 世界文学大事典』集英社、全6巻
  - 第1巻 人名 ア～クリメ ISBN 4-08-143001-2・1996年10月
  - 第2巻 人名 クリヤ～チ ISBN 4-08-143002-0・1997年1月
  - 第3巻 人名 ツ～ヘメ ISBN 4-08-143003-9・1997年4月
  - 第4巻 人名 ヘヤ～ン ISBN 4-08-143004-7・1997年7月
  - 第5巻 事項 文学年表 ISBN 4-08-143005-5・1997年10月
  - 第6巻 総索引 ISBN 4-08-143006-3・1998年1月
  - 販売価格は各18,350円（税込）、6巻セット（ISBN 4-08-143901-X）110,099円（税込）

- 『集英社世界文学事典』集英社、全1巻、ISBN 4-08-143007-1・2002年2月、販売価格19,950円（税込）
- 『デジタル版　集英社 世界文学大事典』Bitway、月額525円（税込）
- 「ジャパンナレッジ」ネットアドバンス、個人向け月額2,100円（税込）。ほかに『日本国語大辞典』『国史大辞典』『ニッポニカ』など約40コンテンツ、218万項目を串刺し検索できる。

## 編集委員
- 安宇植（朝鮮・韓国文学）
- 伊藤正文（中国文学）
- 岡道男（ギリシャ・ローマ文学）
- 河島英昭（イタリア文学）
- 川村二郎（ドイツ文学）
- 菅野昭正（フランス文学）
- 桑名一博（スペイン文学）
- 篠田一士（イギリス文学）
- 志村正雄（アメリカ文学）
- 高松雄一（イギリス文学）
- 鼓直（ラテンアメリカ文学）
- 原卓也（ロシア・ソヴィエト文学）